# Нейлия Хънтър
Нейлия Хънтър Байдън (на английски: Neilia Hunter Biden) е американска учителка, първа съпруга на Джо Байдън. Загива в автомобилна катастрофа с невръстната си дъщеря Наоми през 1972 г.

## Произход и образование
Родена е на 28 юли 1942 г. в Сканеателес, Ню Йорк, в семейството на Луиз (1915 – 1993) и Робърт Хънтър (1914 – 1991). След средното училище следва в университета на Сиракуза, Ню Йорк и е учителка в градския училищен район.

## Брак с Байдън
Нейлия Хънтър се среща с Джо Байдън в Насау, Бахами, докато Байдън е на пролетна ваканция. Малко след това Байдън се премества в Сиракуза и посещава юридически факултет. Двойката се жени на 27 август 1966 г. След сватбата Байдън се мести в Уилмингтън, Делауеър, където е в Съвета на окръг Нюкасъл. Те имат три деца: Джоузеф Робинет „Бо“, Робърт Хънтър и Наоми.

## Автокатастрофа
На 18 декември 1972 г., малко след като съпругът ѝ е избран за американски сенатор, Нейлия шофира с децата си Наоми, Бо и Хънтър, за да купи коледно дърво. Нейлия минава на запад по селския път в Хокесин, Делауеър и се приближава до знак за спиране на кръстовището на Делауерски път 7. Когато се включва в движението, колата ѝ е ударена челно от камион. Тя и дъщеря ѝ Наоми умират, но двамата ѝ сина оцеляват със сериозни наранявания.